# Thomisus iswadus
Thomisus iswadus es una especie de araña cangrejo del género Thomisus, familia Thomisidae. Fue descrita científicamente por Barrion & Litsinger en 1995.

## Distribución
Esta especie se encuentra en Filipinas.